# Sin tu mirada
 (срп. Без твог погледа) мексичка је теленовела, продукцијске куће Телевиса, снимана током 2017.

## Синопис
Једне олујне ноћи родила се Марина, девојчица која је на први поглед деловала мртво. Из мајчине утробе извукла ју је сеоска бабица Дамјана, која је неколико сати раније присуствовала рођењу здравог дечака, чија мајка није преживела порођај. Маринин отац дон Луис желео је мушког наследника још откако се оженио њеном мајком Пруденсијом. Зато је супрузи све време претио да ће је оставити ако му не роди дечака, те да ће пронаћи другу жену са којом ће продужити лозу. Нажалост, Пруденсија је знала да више неће моћи да затрудни, па је њена дадиља Ангустијас убедила Дамјану да замени бебе — тако је дечак рођен неколико сати пре Марине постао законити наследник породице Окаранса Арсуага. Родитељи су га назвали Луис Алберто, растао је окружен луксузом, а када је дошло време да студира, послат је на студије медицине у иностранство.
Са друге стране, Марина није била мртва како је на почетку изгледало — преживела је и расла окружена природом уз Дамјану, која ју је упознавала са светом на мало другачији начин. Наиме, Марина је рођена слепа, али је упркос томе одувек била весела и раздрагана. Стицајем околности, упознала је лекара Исаура, који је, фасциниран њеном лепотом, одлучио да је узме под своје окриље и стара се о њој.
Када је у Дамјаниноj кући избио пожар док је Марина била унутра, Исауро је без размишљања утрчао унутра да би спасао слепу лепотицу. У томе је и успео, али део лица му је изгорео. Од тог тренутка постао је огорчен и себичан човек који једино Марини дозвољава да буде крај њега. Једног дана Марина чује пуцањ и налеће на Луис Алберта — пребацује му да да је желео да убије и уплаши животињице које му нису ништа скривиле. Импресиониран њеном лепотом, Луис Алберто покушава да јој се приближи, али она му не дозвољава, па јој он обећава да више никад неће узети оружје у руке. Њих двоје се превише приближавају једно другоме и љубе се. Пољубац изједа Алберта, будући да је већ годинама у вези с Ванесом. Извињава се Марини и одлази. Иако покушава да настави свој живот, не може да избаци из главе лепотицу плавих очију, па одлучује да раскине са Ванесом. Међутим, његови родитељи не желе да прихвате слепу сељанчицу као своју снају, али Луис Албертова и Маринина љубав је толико јака да одлучују да се венчају кришом…

## Глумачка постава

### Главне улоге
| Глумац:             | Улога:                        |
| ------------------- | ----------------------------- |
| Клаудија Мартин     | Марина Риос                   |
| Освалдо де Леон     | Луис Алберто Окаранса Арсуага |
| Скарлет Грубер      | Ванеса Виљослада              |
| Едуардо Сантамарина | Дон Луис Окаранса             |

### Споредне улоге
| Глумац:              | Улога:                         |
| -------------------- | ------------------------------ |
| Луз Елена Гонзалез   | Сусана Балмеседа               |
| Клаудија Рамирез     | Пруденсија Арсуага де Окаранса |
| Карлос де ла Мота    | Исауро Сотеро                  |
| Ана Мартин           | Ангустијас Галвез              |
| Сесилија Тусаинт     | Дамјана                        |
| Емануел Орендај      | Паулино                        |
| Луис Бајардо         | Торибио                        |
| Серхио Рејносо       | Маргарито                      |
| Хуан Мартин Хауреги  | Рикардо                        |
| Илсе Икеда           | Јоланда                        |
| Пабло Брахо          | Закаријас                      |
| Игнасио Гвадалупе    | Балдомеро                      |
| Алехандра Хурадо     | Рамона                         |
| Едгар Иван Идалго    | Ерасмо                         |
| Паулина де Лабра     | Ортенсија                      |
| Оскар Медељин        | Ерик                           |
| Лурдес Мунхуија      | Кристина                       |
| Исела Вега           | Доминга                        |
| Каталина Лопез       | Еулалиа                        |
| Иранзу Ереро         | Пруденсија (млађа)             |
| Пилар Падиља         | Ангустијас (млађа)             |
| Адријана Лабрес      | Дамјана (млађа)                |
| Кристофер Агуиласохо | Дон Луис (млађи)               |
| Франк Медељин        | Маргарито (млађи)              |